# In Your House 16: Canadian Stampede
In Your House 16: Canadian Stampede è stato un evento prodotto dalla World Wrestling Federation. L'evento si svolse il 6 luglio 1997 al Saddledome di Calgary, Alberta, Canada.

## Risultati
| #            | Risultati | Stipulazioni                         | Durata |
| ------------ | --- | ------------------------------------ | ------ |
| Free for All | The Godwinns (Henry O. e Phineas I. Godwinn) hanno sconfitto The New Blackjacks (Blackjack Windham e Blackjack Bradshaw)                                                            | Tag team match                       | 05:32  |
| 1            | Mankind vs. Hunter Hearst Helmsley (con Chyna) termina in un doppio count out | Single match                         | 13:14  |
| 2            | The Great Sasuke ha sconfitto Taka Michinoku | Single match                         | 10:00  |
| 3            | The Undertaker (c) ha sconfitto Vader (con Paul Bearer) | Single match per il WWF Championship | 12:39  |
| 4            | The Hart Foundation (Bret Hart, Owen Hart, The British Bulldog, Jim Neidhart e Brian Pillman) ha sconfitto Steve Austin, Ken Shamrock, Goldust e The Legion of Doom (Hawk e Animal) | Ten-man tag team match               | 24:31  |